# Вяртсильский метизный завод
Вя́ртсильский мети́зный заво́д — российское металлургическое предприятие в посёлке Вяртсиля Сортавальского района Республики Карелия, производитель метизов.

## История
Одно из старейших металлургических предприятий России, основано в 1851 году.
К 1940 году завод располагал тремя мартеновскими печами, тремя прокатными станами, литейным и метизными цехами. Чугун получали в электродоменных печах завода в посёлке Хямекоски в 40 км от Вяртсиля.
После окончания советско-финской войны (1941—1944), для восстановления разрушенного производства, при заводе был организован исправительно-трудовой лагерь, действовавший до 1953 года.
В 1960-х годах был введён в действие сеткоплетельный участок. В 1970—1980 годы мощность завода составляла 70 тыс. тонн метизов.
В 1990-е годы введены в действие производственные мощности по нанесению защитных полимерных и цинковых покрытий.
С 2002 года входит в состав холдинга ОАО «Мечел», является градообразующим предприятием.
В декабре 2004 года на заводе произошёл крупный пожар. Огонь охватил более тысячи квадратных метров площади, что составляло 30 % всей производственной площади завода. В двух цехах обрушилось 500 квадратных метров кровли.

## Руководители завода
- неизвестен
- А. Д. Коновалов (1946—1955)
- Н. П. Десницкий (1955—1961)
- С. Г. Нарышкин (1961—1978)
- М. Ш. Цейтлин (1978—1985)
- В. А. Владимиров (1985—1988)
- В. Г. Камелин (1988—2009)
- С. В. Федоров (2009—2010)
- С. А. Кочетков (2010—2018)
- И. А. Захаров с 2018 года

## Продукция
Стальная проволока, стальная плетёная сетка, проволочные гвозди, крепёж.